# Kenyérmező
Koordináták: é. sz. 45° 55′ 42″, k. h. 23° 19′ 44″45.928417°N 23.328750°E

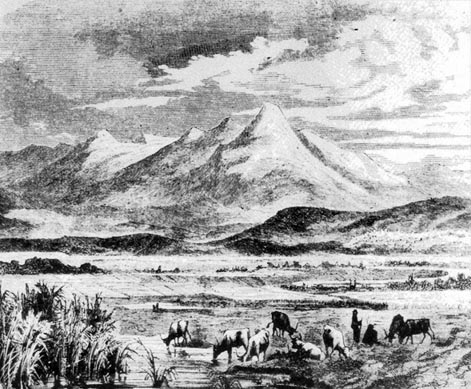
Kenyérmező illusztrált képe az 1870-es kiadású Magyarország képek-ben című sorozatból. Az illusztrációt a szerkesztő Nagy Miklós készítette.

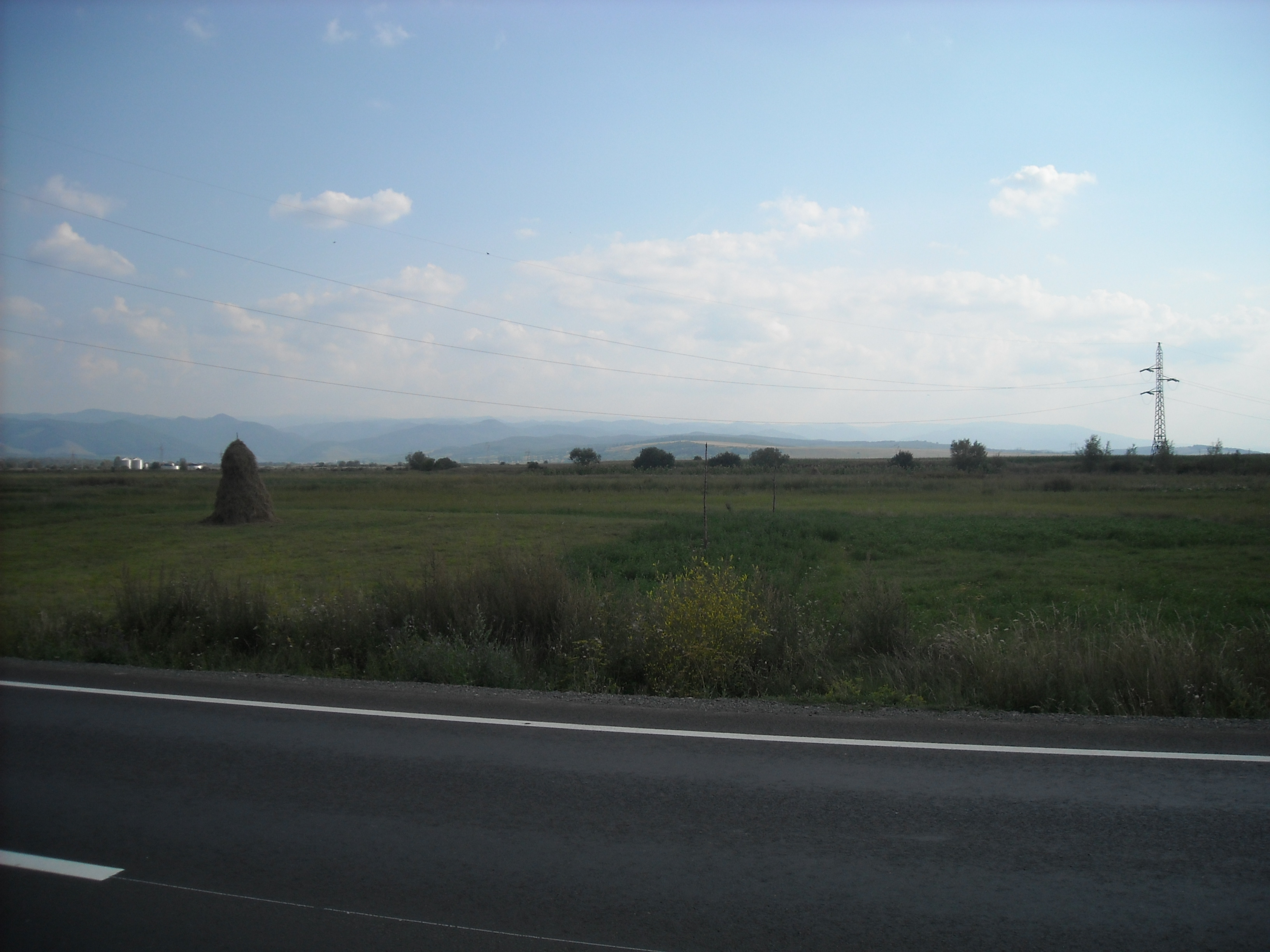
A mai Kenyérmező Al- és Felkenyér között

Kenyérmező (románul Câmpul Pâinii) Dél-Erdély területén, Királyföldön elhelyezkedő nagy kiterjedésű mező, amely Szászsebes és Szászváros között van. A mező egy sík, viszonylag termékeny terület, a Kárpátok havasai (Kudzsiri-havasok) és a Maros folyó között terül el. Nevét a Kudzsiri-patak régi Kenyér nevéről kaphatta.
 
A vidéken régen szászok is éltek, ma már leginkább románok lakják. Legjelentősebb helysége Kudzsir város. A magyar történelem egyik nevezetes emléke kapcsolódik Kenyérmezőhöz. 1479-ben Kinizsi Pál és Báthory István erdélyi vajda Alkenyér mellett győzték le a Havasalföldről betört török sereget. A csata emlékére a vajda egy kápolnát emelt a közelben. A Bencenc melletti dómban állítólag a csatában elesett magyar vitézek nyugszanak. 1890-ben a Hunyad vármegyei történelmi és régészeti társulat Alkenyér mellett emlékművet emelt a törökök feletti győzelemnek.
Kenyérmező települései
- Alvinc (román Vințu de Jos, német Unterwintz vagy Winzendorf)
- Alsópián (vagy Szászpián, románul Pianul de Jos, népiesen Chian, németül Deutschpien vagy Deutschpian)
- Tartaria (1911-ben nevét Alsótatárlakára változtatták, mert egy 'tatár' jelentésű román szót véltek benne, holott valószínűleg egy 'pokol' jelentésű tartar szóból való – a 15. században még nem létezett, határában 1310-ben Oláh- és Szászárkos, később -erkes, 1488-ban Grebencsin feküdt)
- Alsócsóra (románul Săliștea, régebben Cioara)
- Balomir (románul Balomiru de Câmp)
- Alkenyér (vagy Zsibotalkenyér, románul Șibot, németül Unterbrodsdorf)
- Felkenyér (románul Vinerea, németül Oberbrodsdorf)
- Kudzsir – a terület szélén, határának túlnyomó része már a Kudzsiri-havasokban fekszik
- Bencenc – (románul Aurel Vlaicu, korábban Binținți, németül Benzendorf)
- Piskinc (románul Pișchinți)
- Vajdej (románul Vaidei, németül Weidendorf)
- Romosz (románul Romos németül Rumes)
- Gyalmár (románul Gelmar)

## Külső hivatkozások
- Kenyérmező emlékjelei
- Kislexikon - Kenyérmező [Tiltott forrás?]